# Руфин Аквилејски
РУФИН, ТИРАН или ТУРАН (Tyrannius Turranius Rufinus) (с. 345 – 411), калуђер, историчар и преводилац. Рођен у близини Аквилеје (Aquileia) у северној Италији, школовао се у Риму где се спријатељио са св. Јеронимом. Око 373. године отишао је у Египат; овде је упознао Меланију Старију и посетио монахе у пустињи. Неколико година студирао је и у Александрији код Дидима Слепог, и био је под снажним утицајем његовог оригенизма. Године 381. боравио је у Јерусалиму. Са Меланијом је основао мушко-женски манастир на Маслинској гори. После сукоба око Оригеновог учења, вратио се 397. у Италију.
Иако је и сâм био писац, углавном је познат као преводилац грчких богословских књига на латински језик у време када је на Западу познавање грчког језика било у опадању. Његов слободни превод Оригеновог дела De Principiis, једини потпун текст који данас постоји, имао је за циљ да оправда Оригеново ортодоксно учење, али је сам Руфин био укључен у неугодну расправу са некадашњим пријатељем, св. Јеронимом, који је критиковао тенденциозност његовог превода. Превео је и нека Оригенова тумачења Светог писма, Сикстове Sentences (које је приписао папи Сиксту II), Clementine Recognitions, нека дела Василија и Григорија Назијанза, Historia Monachorum (за које се дуго веровало да је он написао) и слободни превод Јевсевијевог дела Црквена историја, са две додатне књиге (засноване вероватно на изгубљеној историји Геласија из Кесарије) које говоре о времену до смрти цара Теодосија I (395). Његово тумачење апостолског Символа вере, које се делимично темељи на Катихетским поукама св. Кирила Јерусалимског, пример је најранијег целог облика Символа вере из 4. века на латинском језику, какав се користио у Аквилеји и Риму. На позив Паулина из Ноле, написао је тумачење Јаковљевог Благослова дванаесторице патријараха у Пост 49, који иако није оригинално, има одређени значај у историји егзегезе.